# Setembrisme portuguès
El setembrisme portuguès és la designació que es dona al corrent més esquerrà del moviment lliberal portugués. El setembrisme deriva directament del vintisme, a causa del suport prestat per aquesta facció a la Revolució de Setembre. Per coincidència, la Constitució Política de la Monarquia Portuguesa del 1822 fou també aprovada a setembre. Aquest moviment defensava la supremacia de la sobirania popular, i lluità per la substitució de la Carta Constitucional del 1826, atorgada pel sobirà, per una constitució aprovada en un congrés democràticament triat pel poble.(1)
Com que el sistema polític portugués de llavors no tenia partits organitzats en l'accepció moderna, el partit setembrista, és a dir, el corrent més a l'esquerra del liberalisme, s'assumí com a oposició al cartisme, és a dir, a la facció més conservadora que recolzava la Carta Constitucional del 1826.
En poc de temps el setembrisme es dividí en dues faccions: moderats i radicals:
- La facció moderada era dominant, la recolzaven Passos Manuel i Bernardo de Sá Nogueira de Figueiredo, el 1r bescomte de Sá da Bandera, els quals intentaven arribar a un acord amb el grup de Silva Carvalho i a una solució de compromís amb Maria II, la qual afavoria clarament el partit cartista. Passos Manuel prometia una conciliació entre una nova Constitució, legitimada pel poble, i la Carta. Després de la Revolució de Setembre, aconseguí l'aprovació d'una Constitució moderada, la qual va ser jurada pels mateixos cartistes.
- La facció radical era dominada pels clubs maçònics i pels arsenalistes i dirigida per membres de la Maçonaria del Sud, com ara José Alexandre de Campos i João Gualberto Pina Cabral. Entre els diputats radicals triats el 1836 hi havia José Estêvão, José Liberato, Leonel Tavares Cabral i Costa Cabral.(2)

El setembrisme actuà del 1836 al cop d'estat del 1842, dirigit per Costa Cabral (que tanmateix s'havia canviat de bàndol), que restaurà la Carta Constitucional, triomf del liberalisme conservador de la Regeneração del 1851. El moviment setembrista seguí teories radicals i una retòrica d'esquerra, característiques que a poc a poc s'atenuaren.
El setembrisme, després de la Regeneració i la institucionalització dels partits polítics, donà origen, primer, al Partit Històric i, després del Pacte da Granja, al Partit Progressista.(3)
- Cartisme: el moviment que s'oposava al Setembrisme.